# C. Bascom Slemp
Campbell Bascom Slemp, född 4 september 1870 i Lee County i Virginia, död 7 augusti 1943 i Knoxville i Tennessee, var en amerikansk republikansk politiker. Han var ledamot av USA:s representanthus 1907–1923. Han var son till Campbell Slemp.
Slemp utexaminerades 1891 från Virginia Military Institute och studerade juridik vid University of Virginia. Fadern Campbell Slemp avled 1907 i ämbetet och C. Bascom Slemp efterträdde honom som kongressledamot. Han efterträddes i sin tur 1923 som kongressledamot av George C. Peery.